# Cura foremanii
Cura foremanii is een platworm (Platyhelminthes). De worm is tweeslachtig. De soort leeft in of nabij zoet water in het oosten en midden van Noord-Amerika.
Het geslacht Cura, waarin de platworm wordt geplaatst, wordt tot de familie Dugesiidae gerekend. De wetenschappelijke naam van de soort werd, als Dugesia foremannii, voor het eerst geldig gepubliceerd in 1852 door Girard.

## Synoniemen
- Dugesia foremanii Girard, 1852
  - Planaria foremanii (Girard, 1852)
  - Curtisia foremanii (Girard, 1852)
- Planaria simplissima Curtis, 1900[1]
  - Curtisia simplissima (Curtis, 1900)
  - Planaria simplicissima Morgan, 1904 (spelling emend.)
  - Curtisia simplicissima (Morgan, 1904)
- Dugesia modesta Girard, 1893